# Divizia A 1975-1976
La Divizia A 1975-1976 è stata la 58ª edizione della massima serie del campionato di calcio rumeno, disputato tra il 17 agosto 1975 e il 20 giugno 1976 e concluso con la vittoria finale della Steaua București, al suo ottavo titolo.
Capocannoniere del torneo fu Dudu Georgescu (Dinamo București), con 31 reti.

## Formula
Le squadre partecipanti furono 18 e disputarono un turno di andata e ritorno per un totale di trentaquattro partite.
Le ultime tre classificate retrocedettero in Divizia B.
Le qualificate alle coppe europee furono cinque: la vincente alla coppa dei Campioni 1976-1977, seconda, terza e quarta alla Coppa UEFA 1976-1977 e la vincente della coppa di Romania alla coppa delle Coppe 1976-1977.
Il CSM Reșița cambiò nome in FCM Reșița.

## Squadre partecipanti
| Club                  | Città       | Stadio | Posizione 1974-1975 |
| --------------------- | ----------- | ------ | ------------------- |
| Steaua Bucarest       | Bucarest    |        | 5°                  |
| ASA Târgu Mureș       | Târgu Mureș |        | 2°                  |
| FC Constanța          | Costanza    |        | 10°                 |
| Olimpia Satu Mare     | Satu Mare   |        | 9°                  |
| Dinamo Bucarest       | Bucarest    |        | Campione di Romania |
| Sportul Studențesc    | Bucarest    |        | 4°                  |
| UTA Arad              | Arad        |        | 8°                  |
| Universitatea Craiova | Craiova     |        | 3°                  |
| FC Argeș Pitești      | Pitești     |        | 7°                  |
| Universitatea Cluj    | Cluj Napoca |        | 12°                 |
| Rapid Bucarest        | Bucarest    |        | Divizia B           |
| Jiul Petroșani        | Petroșani   |        | 14°                 |
| FC Bihor Oradea       | Oradea      |        | Divizia B           |
| SC Bacău              | Bacău       |        | Divizia B           |
| FCM Reșița            | Reșița      |        | 6°                  |
| CFR Cluj              | Cluj Napoca |        | 15°                 |
| Politehnica Timișoara | Timișoara   |        | 11°                 |
| Politehnica Iași      | Iași        |        | 13°                 |

## Classifica finale
|    | Classifica            | G  | V  | N  | P  | GF | GS | Dif | Pt |
| -- | --------------------- | -- | -- | -- | -- | -- | -- | --- | -- |
| 1  | Steaua București      | 34 | 21 | 9  | 4  | 79 | 33 | +46 | 51 |
| 2  | Dinamo București      | 34 | 18 | 8  | 8  | 68 | 35 | +33 | 44 |
| 3  | ASA Târgu Mureș       | 34 | 17 | 4  | 13 | 48 | 42 | +6  | 38 |
| 4  | Sportul Studențesc    | 34 | 14 | 9  | 11 | 52 | 41 | +11 | 37 |
| 5  | Politehnica Timișoara | 34 | 14 | 9  | 11 | 54 | 52 | +4  | 37 |
| 6  | Universitatea Craiova | 34 | 13 | 10 | 11 | 41 | 32 | +9  | 36 |
| 7  | SC Bacău              | 34 | 14 | 7  | 13 | 37 | 35 | +2  | 35 |
| 8  | FCM Reșița            | 34 | 14 | 6  | 14 | 39 | 55 | -16 | 34 |
| 9  | FC Bihor Oradea       | 34 | 14 | 5  | 15 | 43 | 46 | -3  | 33 |
| 10 | FC Constanța          | 34 | 12 | 8  | 14 | 34 | 36 | -2  | 32 |
| 11 | FC Argeș Pitești      | 34 | 12 | 8  | 14 | 36 | 47 | -11 | 32 |
| 12 | Jiul Petroșani        | 34 | 12 | 8  | 14 | 42 | 54 | -12 | 32 |
| 13 | Politehnica Iași      | 34 | 13 | 5  | 16 | 46 | 50 | -4  | 31 |
| 14 | Rapid București       | 34 | 12 | 7  | 15 | 40 | 47 | -7  | 31 |
| 15 | UTA Arad              | 34 | 13 | 5  | 16 | 46 | 56 | -10 | 31 |
| 16 | Olimpia Satu Mare     | 34 | 12 | 7  | 15 | 36 | 56 | -20 | 31 |
| 17 | CFR Cluj              | 34 | 9  | 10 | 15 | 30 | 39 | -9  | 28 |
| 18 | U Cluj                | 34 | 8  | 3  | 23 | 30 | 45 | -15 | 19 |

### Verdetti
- Steaua București Campione di Romania 1975-76.
- Olimpia Satu Mare, CFR Cluj e U Cluj retrocesse in Divizia B.

### Qualificazioni alle Coppe europee
- Coppa dei Campioni 1976-1977: Steaua București qualificato.
- Coppa UEFA 1976-1977: Dinamo București, ASA Târgu Mureș e Sportul Studențesc qualificate.